# Салимове Лігво
«Салимове Лігво» (оригінальна назва книги: англ. Salem's Lot) — роман американського письменника Стівена Кінга. Дія роману з багатозначною в оригіналі назвою (Lot — «жереб», «приреченість», «пай», «законна ділянка землі») розгортається у невеличкому містечку в штаті Мейн, що зветься Салимове Лігво. За тамтешньою легендою місто отримало назву на честь свині, на ім'я Єрусалима (пестлива форма — Салима), котра втекла до сусіднього лісу, там здичавіла, стала небезпечною твариною, страшними розповідями про лють якої відлякував дітлахів від своєї ферми її колишній хазяїн.

## Сюжет
Молодий, але вже відомий письменник, удівець, чия дружина загинула в автокатастрофі, Бен Мієрз приїздить до міста свого дитинства Салимового Лігва, щоб написати нову книжку й одночасно побороти пережитий ним там жах.
В міському парку він зустрічає дівчину-художницю, на ім'я Сюзен, між ними зароджується кохання. Далі Бен знайомиться з учителем літератури, допитливим інтелектуалом Метью Бьорком; молодим, веселим лікарем Джиммі Коді; місцевим католицьким парохом отцем Каллагеном та мудрим і рішучим школярем Марком Петрі. З яких потім складається трагічний гурт борців проти Зла — древнього мандрівного вампіра Барлоу з його підлеглими, які поступово, проте швидко, беруть під свій контроль Салимове Лігво.
З купівлею двома англійськими бізнесменами Дому Марстена, що височіть на пагорбі над містом, і відкриттям ними в центрі міста антикварної крамниці, в Лігві починають зникати спершу діти, а потім і старші люди, по одному і цілими сім'ями. Бен впевнений, що це пов'язано з тим домом, де він в дитинстві побачив повішеним його колишнього хазяїна, гангстера і садиста Х'юберта Марстена, про якого він був розпочав писати свій документальний роман, та з тими таємничими приїжджими антикварами.

## Екранізації
- 1979 Доля Салему (мінісеріал);
- 1987 Повернення до Салемз Лоту;
- 2004 Салемз Лот (мінісеріал);
- 2021 Чепелвейт;
- 2024 Салемз Лот.

## Переклади українською
- Стівен Кінг (2020). Салимове Лігво (укр.). пер. з анг.: Олександр Красюк. Харків: КСД. с. 576. ISBN 978-617-12-8316-9.